# Koumba Selene Fanta Larroque
Koumba Selene Fanta Larroque (Arpajon, 1998. augusztus 22. –) francia női szabadfogású birkózó. A 2018-as birkózó-világbajnokságon döntőbe jutott 68 kg-os súlycsoportban, szabadfogásban. A 2012-es birkózó Európa-bajnokságon ezüstérmet szerzett, 2017-ben az Európa-bajnokságon bronzérmet szerzett 69 kg-ban.

## Sportpályafutása
A 2018-as birkózó-világbajnokságon a 68 kg-osok súlycsoportjában a döntő során az ukrán Alla Cserkaszova volt az ellenfele.